# Эрнан, Аарон
Аарон Эрнан (исп. Aaron Henandez Rodriguez, conocido como Aaron Hernan; 20 ноября 1930, Камарго, Чиуауа, Мексика — 26 апреля 2020, Мехико, Мексика) — мексиканский актёр театра и кино.

## Биография
Родился 20 ноября 1930 года в Камарго в семье Хосе де ла Лус Эрнандеса и Амадиты Родригес, также имеется брат Эктор Эрнандес. Рано остался сиротой, и тогда его бабушка и дедушка в 1956 году перевезли его в Мехико, где он поступил на факультет бухгалтерского учёта. Вскоре Эрнан начал заниматься искусством: сначала в качестве театрального актёра, а с 1963 года в качестве актёра кино и телесериалов, и с тех пор снялся в 97 работах в кино и телесериалах. В 1998 году назначен на должность секретаря ANDA, где проработал фактически до смерти.
Скончался 26 апреля 2020 года в Мехико от инфаркта миокарда.

## Личная жизнь
Аарон Эрнан в конце 1950-х годов женился на Эдит Санчес У пары двое детей: Аарон и Эдит.

## Фильмография

### Телесериалы

#### Свыше 2-х сезонов
- 2008—2015 — Женщины-убийцы — Анхель Куйрос.
- 2011—2015 — Как говорится — Леонидас.

#### Televisa
- 1965 — Ложь
- 1966 — Кристина Гусман
- 1966 — Любовь и высокомерие
- 1967 — Шторм — Армандо.
- 1969 — На смену тоске — Доктор Мигель.
- 1971 — Итальянка собирается замуж — Патрисио.
- 1980 — Живу в красном цвете — Хулио.
- 1996 — Марисоль — Дон Алонсо Гарсес дель Валье.
- 2001—2002 — Страсти по Саломее — Артуро Монтесино.
- 2004 — Мой грех в любви к тебе — Хоакин Аркадио.
- 2004 — Сердца на пределе — Артур.

### Фильмы
- 1965 — Чёрный ветер
- 1966 — Секрет Техасца
- 1966 — Планета женщин-завоевательниц
- 1967 — Если я хочу
- 1969 — Санта
- 1971 — Сад тёти Исабель

## Награды и премии
Аарон Эрнан был номинирован дважды на премии TVyNovelas и Califa de Oro В 1999 году стал лауреатом премии Califa de Oro.